# 任天堂力量
《任天堂力量》（英語：Nintendo Power）是一本刊登与任天堂相关的电子游戏新闻及攻略的月刊杂志。本刊由任天堂美国于1988年创刊并且作为内部发行，后独立运营。在《任天堂力量》发行第222期（2007年12月刊）时，任天堂美国将发行权交给英国出版商Future的美国子公司Future US。
《任天堂力量》出版的创刊号是1988年7月/8月，那期的主打游戏是NES（美版FC）上的《Super Mario Bros. 2》。本刊是在美国和加拿大地区最长寿的电子游戏类杂志之一，也是任天堂在北美發行的官方杂志。2012年8月21日，任天堂宣布他们将不会再与Future继续续约，意味着《任天堂力量》在出版24年之后将于2012年12月停刊。该刊的最后一期是2012年12月刊。